# Cast in Steel
Cast in Steel (в переводе с англ. — «Отлито в стали») — десятый студийный альбом норвежской музыкальной группы a-ha, выпущенный в 2015 году. Первый альбом группы после второго воссоединения.

## Об альбоме
Альбом был выпущен 4 сентября 2015 года, издателями которого выступили We Love Music и Polydor. Является первым релизом со времен альбома Foot of the Mountain (2009), состоявшийся благодаря второму воссоединению группы в том же 2015 году.
Cast in Steel — первый альбом a-ha, на обложке которого изображено оригинальное лого группы времен Memorial Beach 1993, и первый альбом, продюсером которого стал Alan Tarney, работавший над Stay on These Roads (1988).

## Предыстория и запись
Выпуская предыдущий 9-й студийный альбом, Foot of the Mountain, a-ha анонсировали, что выходят на пенсию. Однако, в 2015,группа объявила воссоединение на 2-х летний период для релиза  Cast in Steel и последующего мирового тура в поддержку альбома. После релиза Cast in Steel, A-ha практически сразу же дали выступление Rock in Rio, к 30-летнему юбилею группы.
Изначально Пол Воктор-Савой и Мортен Харкет начали работать над альбомом без Магне Фурухольмена. Воктор-Савой пояснил процесс записи: 
«Мы начали с малого с Мортеном, собравшись на моей студии, и я сыграл ему некоторые из моих новых песен. Тогда он записал свой голос на песни, которые ему понравились, остальные мы не использовали. Так продолжалось, пока мы число от 10 песен не увеличили до 20-ти». Фурухольмен сказал, что объединение группы не было его решением: «Двое других участников хотели сделать это, и я должен был решить: а стоит ли мне препятствовать? Пусть они делают это без меня. Или обманывать себя, своими заявлениями, будто это конец?.

## Коммерческий успех
Cast in Steel занял восьмое место в UK Albums Chart, разошедшись тиражом 7,828 копий в первую неделю. Это шестой альбом A-ha вошедший в топ-10 в хит-параде Великобритании. Также альбом достиг четвертого места в German Albums Chart и занял 99 место в лучших продажах альбома 2015.

## Список композиций
| №   | Название                         | Текст песни              | Музыка                                    | Продюсер(ы)                                            | Длительность |
| --- | -------------------------------- | ------------------------ | ----------------------------------------- | ------------------------------------------------------ | ------------ |
| 1.  | «Cast in Steel»                  | Пол Воктор-Савой         | Воктор-Савой                              | Савой, Эрик Люнгрен, Питер Квинт[a], Мортен Харкет[a]  | 3:50         |
| 2.  | «Under the Makeup»               | Воктор-Савой             | Воктор-Савой                              | Воктор-Савой, Люнгрен, Квинт[a], Харкет[a]             | 3:25         |
| 3.  | «The Wake»                       | Харкет, Ole Sverre Olsen | Харкет, Квинт                             | Харкет, Квинт                                          | 3:45         |
| 4.  | «Forest Fire»                    | Магне Фурухольмен        | Фурухольмен, Харкет, Martin Terefe, Квинт | Стив Осборн, Фурухольмен, Люнгрен, Квинт[a], Харкет[a] | 3:54         |
| 5.  | «Objects in the Mirror»          | Фурухольмен              | Фурухольмен                               | Осборн, Фурухольмен, Люнгрен, Квинт[a], Харкет[a]      | 4:14         |
| 6.  | «Door Ajar»                      | Воктор-Савой             | Воктор-Савой                              | Воктор-Савой, Алан Тарней, Джон O'Махони[b]            | 3:46         |
| 7.  | «Living at the End of the World» | Харкет, Олсен            | Харкет, Квинт                             | Харкет, Квинт                                          | 4:06         |
| 8.  | «Mythomania»                     | Фурухольмен              | Фурухольмен                               | Фурухольмен, Люнгрен, Квинт[a], Харкет[a]              | 3:49         |
| 9.  | «She's Humming a Tune»           | Воктор-Савой             | Воктор-Савой                              | Воктор-Савой, Люнгрен, O'Махони[b]                     | 4:02         |
| 10. | «Shadow Endeavors»               | Воктор-Савой             | Воктор-Савой                              | Воктор-Савой, Тарней, O'Махони[b]                      | 4:21         |
| 11. | «Giving Up the Ghost»            | Фурухольмен              | Фурухольмен                               | Фурухольмен, Люнгрен, Квинт[a], Харкет[a]              | 4:15         |
| 12. | «Goodbye Thompson»               | Воктор-Савой             | Воктор-Савой                              | Воктор-Савой, Тарней, O'Махони[b]                      | 3:34         |